# Eichgasse 5 (Dettelbach)

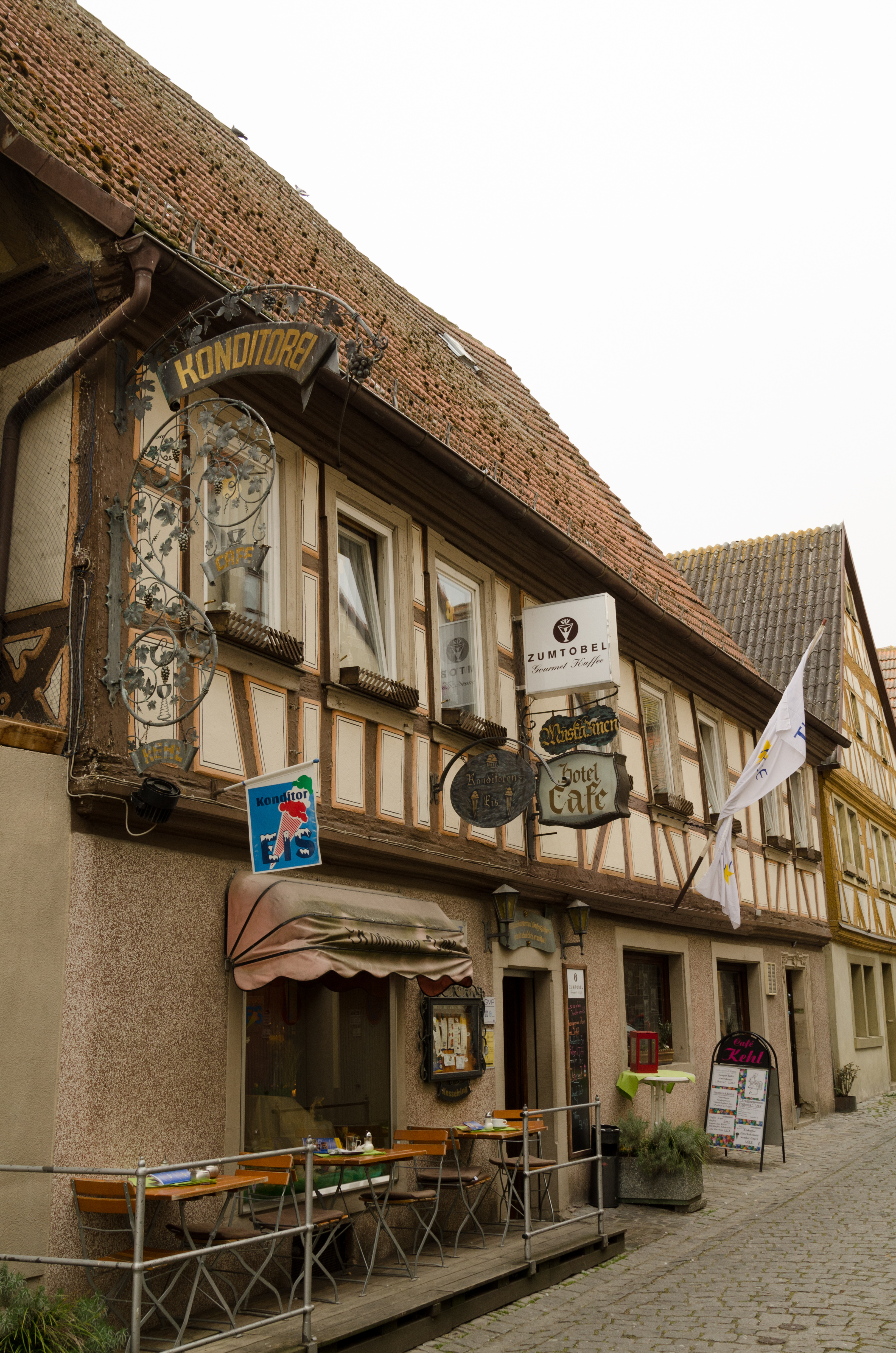
Das Haus Eichgasse 5

Das Haus Eichgasse 5 (früher Hausnummer 71) ist ein denkmalgeschütztes Gebäude in der östlichen Altstadt des unterfränkischen Dettelbach. Seit dem 17. Jahrhundert kann eine Konditoreitradition in den Baulichkeiten nachgewiesen werden. Heute wird hier das Cafe Kehl betrieben.

## Geschichte
Das Haus Eichgasse 5 entstand wohl bereits in der Mitte des 16. Jahrhunderts. Insbesondere das Fachwerk an den Giebelseiten des Baus greift die Formensprache der Renaissancezeit auf. Erstmals urkundlich erwähnt wurde der Bau allerdings erst im Jahr 1686. Damals bewohnte der Wachszieher Hans Viernickel das Anwesen „uffm Flecken“. Die Familie Viernickel lebte direkt neben der Eich, der gemeindlichen Waage, unterhalb der Kirchenzinne. Das repräsentative Wohnhaus war zu diesem Zeitpunkt zum Marktplatz hin ausgerichtet, an der Giebelseite war eine Freifläche zu finden.
Dem Grundstück waren nach dem Dreißigjährigen Krieg noch etwa 1,27 Hektar landwirtschaftliche Fläche zugeordnet, sodass Hans Viernickel auch Weinbau zur Subsistenz betreiben konnte. Er betrieb eine Wachszieherei, wobei die Honigreste häufig zur Herstellung von Lebkuchen verwendet wurden. 1703 wurde Viernickel neuerlich genannt. Die boomende Dettelbach-Wallfahrt führte zu einem Anstieg der Kerzenproduktion, die Menschen benötigten Wachskerzen für die Andacht in der Wallfahrtskirche.
Zu Beginn des 19. Jahrhunderts erwarb die Familie Then das Anwesen. Die Haustradition wurde von der aus Sommerach stammenden Familie weitergeführt. So tauchte Michael Then 1828 als Wachszieher und Zuckerbäcker in den Quellen neuerlich auf. Aus der Lebküchnerei entwickelte sich eine Konditorei. 1877 übernahm Franz Franz das Haus und den Betrieb. Auf ihn folgten Georg Deppisch im Jahr 1883 und Georg Heilein 1891. Heinrich Kehl übernahm im Jahr 1900 die Konditorei. Unter seinem Sohn Ludwig Kehl etablierte sich in den 1930er Jahren die Bezeichnung „Cafe Kehl“. Seit 1978 wird auch ein Hotel in den Räumlichkeiten betrieben.

## Beschreibung
Das Haus präsentiert sich heute als zweigeschossiger Traufseitbau, der zur Eichgasse hin ausgerichtet ist. Der älteste Teil des Hauses an den Giebelseiten verweist allerdings auf einen giebelständigen Bau. Im 16. Jahrhundert war das Haus noch zum Marktplatz hin ausgerichtet und hatte seine Schauseite auf der Südseite. Das Erdgeschoss weist verputztes Mauerwerk auf. Die barocke Tür, die in den Wohnbereich führt, gibt Hinweise auf die Bauzeit des Hauses, das im 18. Jahrhundert sein heutiges Erscheinungsbild erhielt. Der Zugang zum Café entstand erst im 20. Jahrhundert.
Das Obergeschoss kragt leicht vor. Die Fachwerkformen des Obergeschosses sind ebenfalls dem 18. Jahrhundert zuzurechnen. So erkennt man bis zum Brustriegel reichende Fußstreben sowie Hals- und Brustverriegelungen. Markant sind auch die eng stehenden Zwischenständer. Die Fenster des Obergeschosses weisen geohrte Holzrahmen auf. Ein profiliertes Schalbrett leitet zum Deckenbalken und dem sogenannten Rähm über. Das Haus schließt mit einem steilen Satteldach ab. Das Haus ist Teil des Ensembles Altstadt Dettelbach.